# Отрог

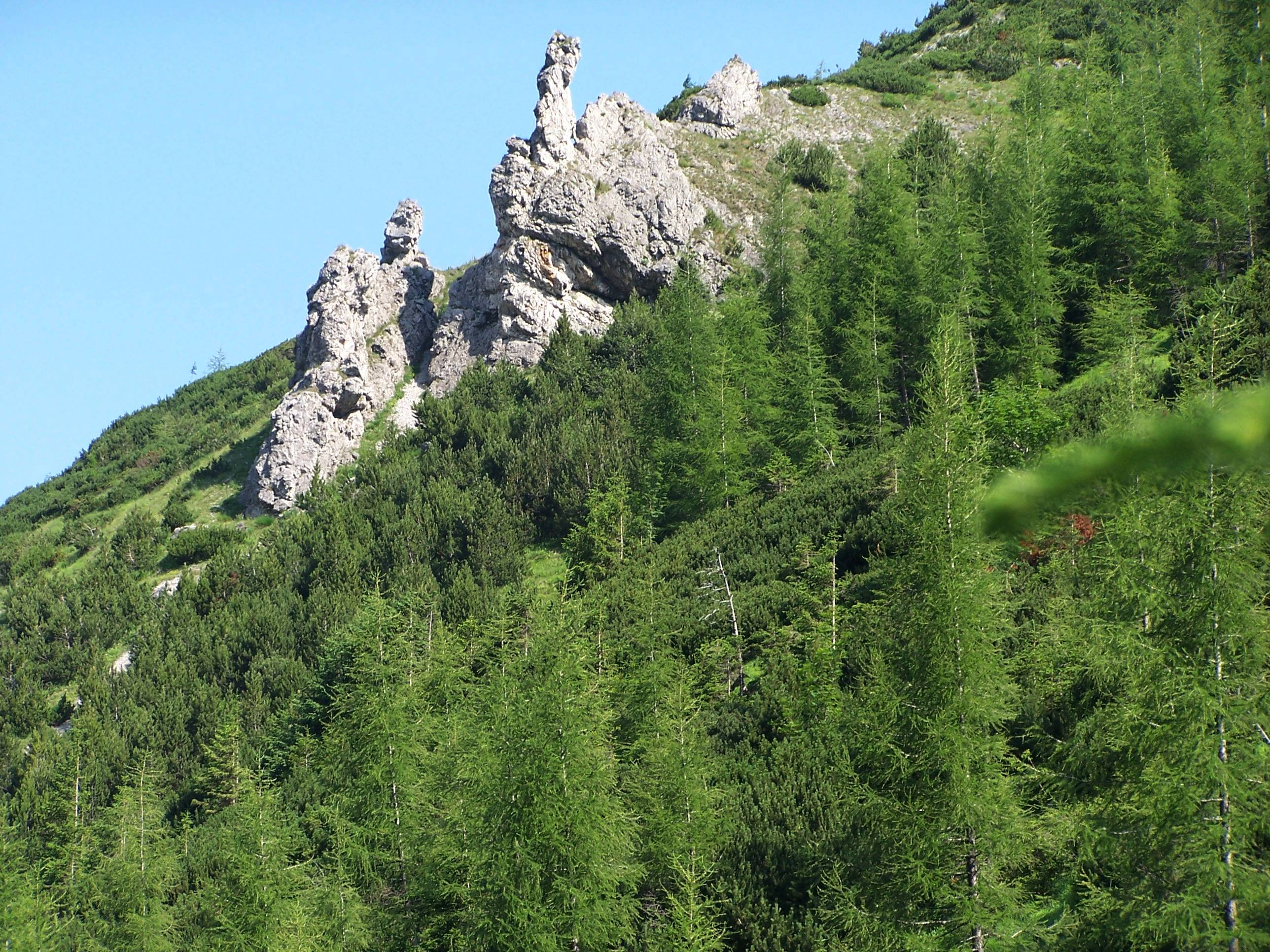
Отрог Татр

Отро́г — относительно короткий и узкий горный хребет, отходящий от крупной горной цепи и понижающийся к её периферии. Отроги образуются вследствие эрозионного расчленения гор местными водотоками (обычно снижаются по мере удаления от него) или в результате виргации; некоторые отроги возникают вследствие местных неотектонических поднятий.

## Примечание
1. ↑  Географический энциклопедический словарь. Понятия и термины / Гл. ред. А. Ф. Трёшников; ред. кол.: Э. Б. Алаев, П. М. Алампиев, А. Г. Воронов и др. — М., изд-во «Сов. энциклопедия», 1988. — Стр. 218.